# فرودگاه لیک المو
فرودگاه لیک المو  (به انگلیسی: Lake Elmo Airport) یک فرودگاه همگانی است که یک باند فرود آسفالت دارد و طول باند آن ۸۶۹ متر است. این فرودگاه در کشور کانادا قرار دارد و در ارتفاع ۲۸۴٫۱ متری از سطح دریا واقع شده است.